# Ryszard Popow
Ryszard Popow (ur. w 1936 w Kutnie, zm. 17 listopada 2021 w Łodzi) – malarz, rzeźbiarz.

## Życiorys
Ryszard Popow urodził się w Kutnie w 1936. Przez pewien okres pracował jako nauczyciel matematyki. Następnie w latach 1964–1970 studiował na Państwowej Wyższej Szkoły Sztuk Plastycznych w Łodzi, którą ukończył w 1970. W 1975 zrealizował z pomocą rzeźbiarza Jana Hrycka rzeźbę pt. „Morela Retkińska” – zlokalizowaną na osiedlu Retkinia (przy skrzyżowaniu ul. Waltera–Janke i ul. Maratońskiej), rzeźbę utrzymaną w nurcie sztuki geometrycznej, optycznie zracjonalizowanej. Jej nazwa nawiązuje do nazwiska francuskiego artysty François Morelleta, autora rzeźby „Kula–raster”, którą Popow zainspirował się tworząc swoje dzieło. Morela powstała z odpadów zakładów przemysłowych Uniprot, tworzącej kapelusze do wentylatorów z blach aluminiowych. W 2002 „Morela Retkińska” znalazła się na okładce płyty O.S.T.R. – Tabasko. W 1980 Popow zrealizował rzeźbę pt. „Drzewo” z zespawanych trójkątnych blach na osiedlu Widzew Wschód w Łodzi, przy skrzyżowaniu ul. Puszkina i ul. Wujaka.
Od 1980 Popow skupił się na malarstwie. Malował m.in. geostruktury, a także w swoich pracach wykorzystywał zjawisko powidoku. Do jego prac malarskich należą m.in.: „Dziewięć kamieni”, „Nawałnica”, „Obraz CCCXVI”, „Obraz CCCXVII”.
Zmarł 17 listopada 2021. Został pochowany 4 grudnia 2021 na cmentarzu pw. Wszystkich Świętych w Łodzi.

## Odznaczenia

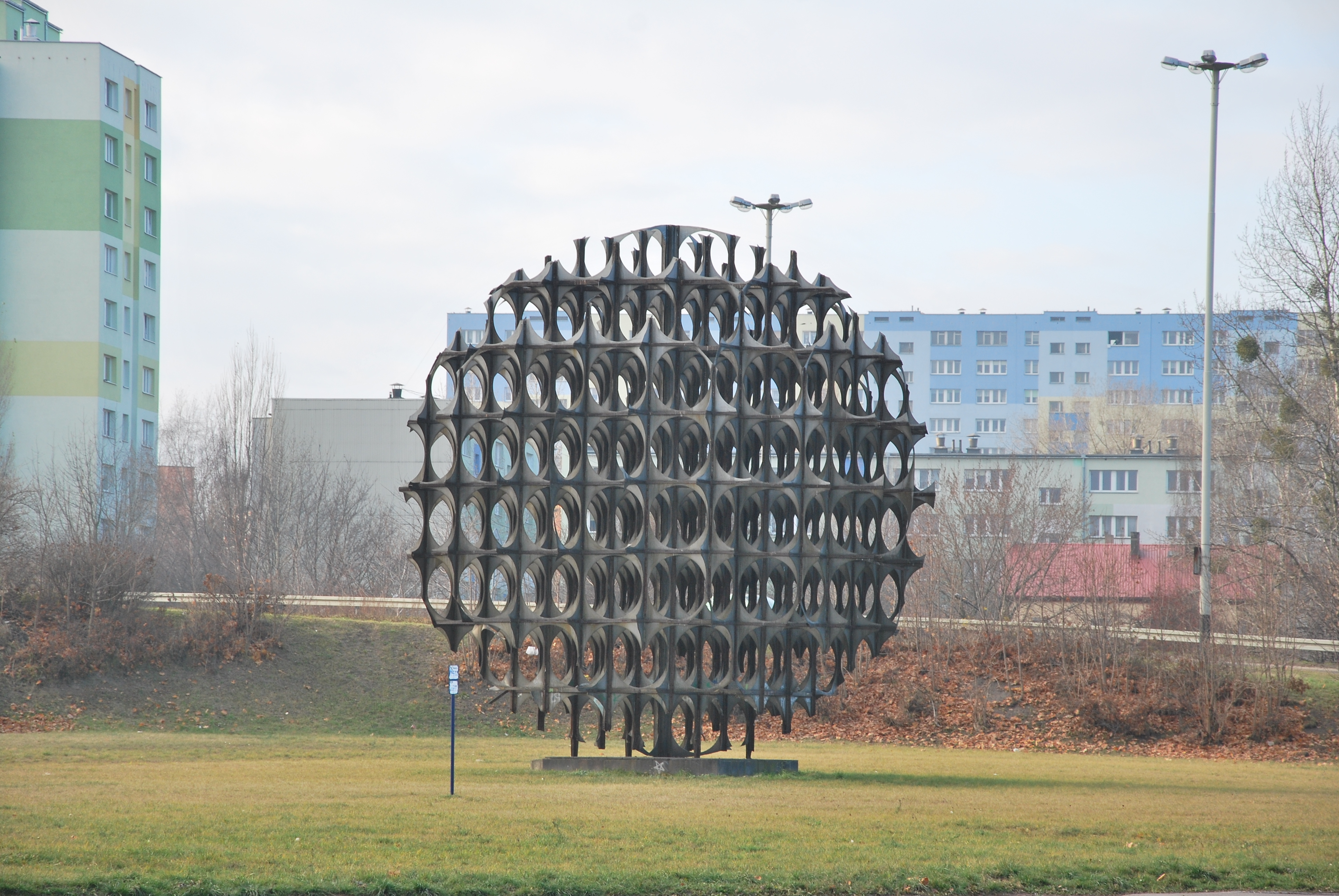
„Morela Retkińska”

Złoty Krzyż Zasługi (2002)